# Lee Blair
Lee Blair (Savannah, 10 oktober 1903 -  New York, 15 oktober 1966) was een Amerikaanse jazzgitarist en -banjospeler.
Blair was een autodidact op de banjo, maar kreeg wel wat lessen van Mike Pingitore, banjospeler bij Paul Whiteman. Hij speelde bij Charlie Skeete en van 1928 tot 1930 bij Jelly Roll Morton, met wie hij ook opnam. Vervolgens was hij actief bij Billy Kato, Luis Russell (1934-1935) en Louis Armstrong, die Russells band 'overnam' (1935-1940). In de jaren veertig werkte hij parttime, in de jaren vijftig speelde hij bij de New Orleans (stad) Jazz Band van Wilburf De Paris. In de jaren zestig speelde hij minder vanwege zijn werk als kippenboer. In zijn loopbaan nam hij op met onder meer Russell, Armstrong, Albert Nicholas, Thoimas Morris en Leonard Gaskin.